# تشارليز فاريل
تشارليز فاريل (بالإنجليزية: Charles Farrell) مواليد 9 أغسطس 1901 في ماساتشوست، الولايات المتحدة، وتوفي في 6 مايو 1990 في بالم سبرينغس، كاليفورنيا، الولايات المتحدة، هو ممثل أمريكي بدأ مسيرته الفنية عام 1923 حتى 1957.

## وصلات خارجية
- تشارليز فاريل على موقع IMDb (الإنجليزية)
- تشارليز فاريل على موقع الموسوعة البريطانية (الإنجليزية)
- تشارليز فاريل على موقع ألو سيني (الفرنسية)
- تشارليز فاريل على موقع أول موفي (الإنجليزية)
- تشارليز فاريل على موقع قاعدة بيانات الأفلام السويدية (السويدية)
- تشارليز فاريل على موقع إن إن دي بي (الإنجليزية)
- تشارليز فاريل على موقع قاعدة بيانات الفيلم (الإنجليزية)
- تشارليز فاريل على موقع كينوبويسك (الروسية)